# Monheim am Rhein
Monheim am Rhein német város, Észak-Rajna-Vesztfália tartományban, Mettmann kerületében.

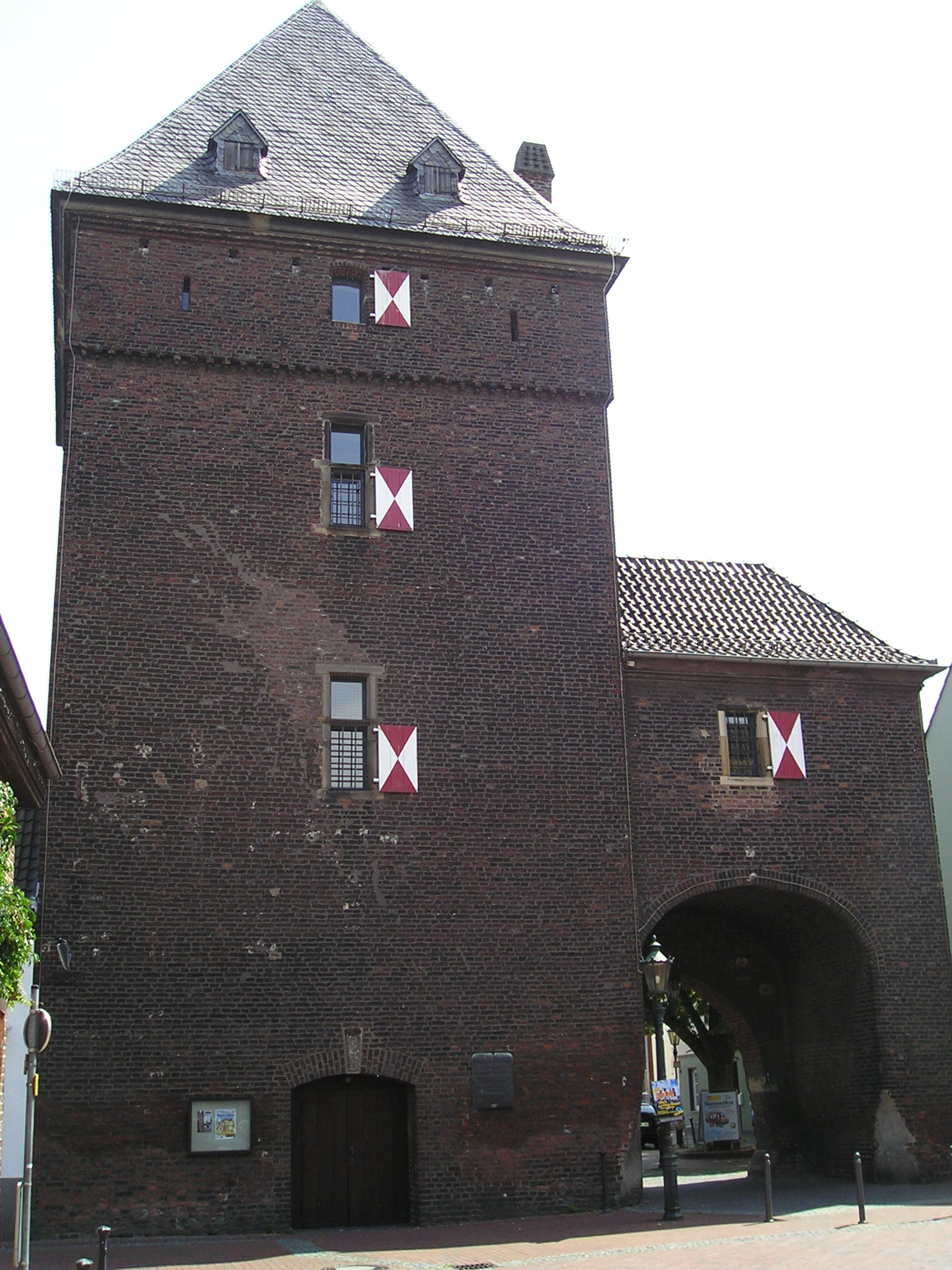
Schelmenturm

## Fekvése
Monheim Düsseldorftól délkeletre, Kölntől északra, a Rajna völgyében fekszik.
Szomszéd városok: Düsseldorf, Dormagen, Leverkusen és Langenfeld.

## Története
Monheim 850 éves történelemre tekint vissza. A város első említése 1150-ben történt.
Később, a bergi hercegség alatt, kerületi székhely (Amt Monheim) volt.
1815-től Poroszországhoz tartozott.

## Testvérvárosok
- Bécsújhely, Ausztria, 1971
- Tirat Carmel, Izrael, 1989
- Delitzsch, Németország, 1990
- Malbork, Lengyelország, 2005
- Bourg-la-Reine, Franciaország, 2000